# James Anderson (botánico)
James Anderson (17 de enero de 1738, Long Hermiston - † 6 de agosto de 1809, Madras) fue un médico y botánico escocés.
Fue cirujano de la Compañía Británica de las Indias Orientales a partir de 1762 y médico general en 1786. Conducirá experiencias de cultivos en el sur de India.
Publica Varnish and Tallow-trees en 1791 y Culture of Bastard Cedar Trees on Coast of Coromandel en 1794.

## Honores
Fue elegido miembro de la Sociedad Real de Edimburgo.
W. Roxburgh (1751-1815) le dedica el género Andersonia.
- La abreviatura «Anderson» se emplea para indicar a James Anderson como autoridad en la descripción y clasificación científica de los vegetales.[2]

## Fuente
- Ray Desmond. 1994. Dictionary of British and Irish Botanists and Horticulturists including Plant Collectors, Flower Painters and Garden Designers. Taylor & Francis et The Natural History Museum (Londres). ISBN 0-85066-843-3